# Howard Barker
Howard Barker (Londra, 28 giugno 1946) è un drammaturgo e sceneggiatore britannico.

## Biografia
Nel corso della sua carriera, iniziata negli anni settanta dopo la laurea conseguita all'Università del Sussex, Barker ha scritto oltre cinquanta opere teatrali, dieci raccolte di poesia, numerosi saggi critici sul teatro e un libretto d'opera. È noto soprattutto per il genere del teatro della catastrofe, da lui teorizzato, che prevede il tema della violenza e della sessualità nel rappresentare le ambizioni umane .

## Teatro (parziale)
- Cheek (1970)
- No One Was Saved (1970)
- Alpha Alpha (1972)
- Rule Britannia (1973)
- My Sister and I (1973)
- The Castle (1985)
- The Europeans (1987)
- The Last Supper (1988)
- Rome (1989)
- Seven Lears (1989)
- Ten Dilemas in the Life of a God (1992)
- Judith: A Parting from the Body (1992)
- Scenes from an Execution (1990)

Scene da un'esecuzione, Salerno Editore (Palermo, 1995), ISBN 978-8838911286
- Christ's Dog (2006)
- The Forty (Few Words) (2006)
- I Saw Myself (2008)
- The Dying of Today (2008)
- A Wounded Knife (2009)

## Filmografia

### Sceneggiatore
- La battaglia delle aquile (Aces High), regia di Jack Gold (1976)